# Vitnesteinen
Der Vitnesteinen (norwegisch für Zeugenstein) ist ein großer Felsvorsprung im ostantarktischen Königin-Maud-Land. Im Wohlthatmassiv ragt er auf der Westseite der Östlichen Petermannkette auf.
Entdeckt und anhand von Luftaufnahmen kartiert wurde die Formation bei der Deutschen Antarktischen Expedition 1938/39 unter der Leitung des Polarforschers Alfred Ritscher. Norwegische Kartographen, die ihn auch benannten, kartierten den Fels anhand von Luftaufnahmen der Dritten Norwegischen Antarktisexpedition (1956–1960).